# گونی‌تپه (شهود)
گونی‌تپه (به ترکی استانبولی: Güneytepe) یک منطقهٔ مسکونی در ترکیه است که در شهود (شهر) واقع شده‌است.